# Žubron
Žubron ali Zubron je medvrstni križanec med zobrom (evropskim bizonom) in domačim govedom.

## Zgodovina
Prve križance so na Poljskem pridobili že v 19. stoletju. Od leta 1958 izvajajo eksperimentalna križanja v mestu Białowieża. Do sedaj se je rodilo 71 križancev, leta 1960 pa se je skotil tudi prvi križanec med samico zobra in samcem domačega goveda. Na Poljskem jih gojijo še na državni farmi Lekno (391 križancev) in Popielno (129 križancev).

## Značilnosti
Križanci so večji in težji od obeh staršev (heteroza), samci tehtajo do 1.200 kg, samice pa do 800 kg. Samice so že v prvi generaciji fertilne, samci so v prvi generaciji sterilni.